# Yanis Zouaoui
Yanis Zouaoui (Marsiglia, 26 aprile 1998) è un calciatore francese, difensore del Le Havre.

## Carriera
Zouaoui ha iniziato a giocare a calcio nel 2017 al Martigues, per poi trascorrere un biennio al Tolone ed un anno in terza divisione rumena al Foresta Suceava.
Nel 2021 è tornato al Martigues con cui ha centrato due promozioni in tre anni contribuendo a portare il club in Ligue 2 al termine della stagione 2023-2024.
Il 5 luglio 2024 è stato acquistato dal Le Havre ed il 24 agosto ha debuttato in Ligue 1 nell'incontro vinto 2-0 contro il Saint-Étienne.

## Statistiche

### Presenze e reti nei club
Statistiche aggiornate al 30 novembre 2024.
| Stagione         | Squadra          | Campionato       | Campionato | Campionato | Coppe nazionali | Coppe nazionali | Coppe nazionali | Coppe continentali | Coppe continentali | Coppe continentali | Altre coppe | Altre coppe | Altre coppe | Totale | Totale | Totale |
| Stagione         | Squadra          | Comp             | Pres       | Reti       | Comp            | Pres            | Reti            | Comp               | Pres               | Reti               | Comp        | Pres        | Reti        | Pres   | Reti   |        |
| ---------------- | ---------------- | ---------------- | ---------- | ---------- | --------------- | --------------- | --------------- | ------------------ | ------------------ | ------------------ | ----------- | ----------- | ----------- | ------ | ------ | ------ |
| 2017-2018        | Martigues        | N2               | 18         | 1          | CF              | 0               | 0               | -                  | -                  | -                  | -           | -           | -           | 18     | 1      |        |
| 2018-2019        | Tolone           | N2               | 23         | 0          | CF              | 1               | 0               | -                  | -                  | -                  | -           | -           | -           | 24     | 0      |        |
| 2019-2020        | Tolone           | N1               | 18         | 2          | CF              | 0               | 0               | -                  | -                  | -                  | -           | -           | -           | 18     | 2      |        |
| Totale Tolone    | Totale Tolone    | Totale Tolone    | 41         | 2          |                 | 1               | 0               |                    | -                  | -                  |             | -           | -           | 42     | 2      |        |
| 2021-2022        | Martigues        | N2               | 25         | 3          | CF              | 1               | 0               | -                  | -                  | -                  | -           | -           | -           | 26     | 3      |        |
| 2022-2023        | Martigues        | N1               | 30         | 2          | CF              | 1               | 0               | -                  | -                  | -                  | -           | -           | -           | 31     | 2      |        |
| 2023-2024        | Martigues        | N1               | 27         | 2          | CF              | 0               | 0               | -                  | -                  | -                  | -           | -           | -           | 27     | 2      |        |
| Totale Martigues | Totale Martigues | Totale Martigues | 113        | 9          |                 | 2               | 0               |                    | -                  | -                  |             | -           | -           | 115    | 9      |        |
| 2024-2025        | Le Havre         | L1               | 4          | 0          | CF              | 0               | 0               |                    | -                  | -                  |             | -           | -           | 4      | 0      |        |
| Totale carriera  | Totale carriera  | Totale carriera  | 145        | 10         |                 | 3               | 0               |                    | -                  | -                  |             | -           | -           | 148    | 10     |        |

## Palmarès

### Club

#### Competizioni nazionali
- Championnat National 2: 2

Tolone: 2018-2019 (girone A)
Martigues: 2021-2022 (girone C)